# 諾斯代爾 (佛羅里達州)
諾斯代爾（英語：Northdale）是位於美國佛羅里達州希爾斯波羅縣的一個人口普查指定地區。

## 地理
諾斯代爾的座標為28°05′58″N 82°31′31″W / 28.09944°N 82.52528°W，而該地最高點為海拔高度16米（即52英尺）。

## 人口
根據2010年美國人口普查的數據，諾斯代爾的面積為22.20平方千米，當中陸地面積為20.90平方千米，而水域面積為1.30平方千米。當地共有人口22079人，而人口密度為每平方千米994人。